# World wide name
Un world wide name (WWN) (ou world wide identifier (WWID)) est un identifiant unique dans un réseau SAN de type Fibre Channel ou Serial Attached SCSI, équivalent de l'adresse MAC d'une carte réseau « classique ».
Chaque WWN est un nombre codé sur 8 octets dont les 3 premiers sont attribués par l'IEEE et les autres par le constructeur de l'équipement (HBA ou autre).

## Formats
Il existe deux formats de WWN definis par l'IEEE :
- format original : adresses attribuées  par le comité IEEE, et intégrées à l'équipement lors de sa fabrication, comme pour l'Adresse MAC Ethernet. Les 2 premiers octets sont soit 10:00 (hexa) soit 2x:xx (code spécifié par le constructeur) suivis de 3 octets d'identification constructeur, et 3 octets pour le numéro de série de l'équipement ;
- nouveau schéma : le début du WWN est 5 ou 6 (hexa) suivi par un code constructeur sur 3 octets, le reste étant un numéro de série attribué par le constructeur.

L'unicité du WWN dans un réseau SAN est importante, car la sécurité d'accès aux ressources (LUN masking par exemple) est basée sur ce code.

## Exemple de WWN
Par commodité, le WWN est codé en hexadécimal, et par convention on sépare les octets par le caractère ":"
```
50:00:51:e3:63:a4:49:01
```

## Liste de certains codes constructeurs
- 00:50:76 IBM
- 00:A0:98  NetApp
- 00:60:69 Brocade Communications Systems
- 00:05:1E Brocade Communications Systems, auparavant Rhapsody Networks
- 00:60:DF Brocade Communications Systems, auparavant CNT Technologies Corporation
- 00:E0:8B QLogic HBAs, code d'origine
- 00:1B:32 QLogic HBAs, nouveau code depuis 2007
- 00:C0:DD QLogic FC switchs
- 00:90:66 QLogic auparavant Troika Networks
- 00:11:75 QLogic auparavant PathScale, Inc
- 08:00:88 Brocade Communications Systems, auparavant McDATA Corporation. Les WWIDs commencent par 1000.080
- 00:60:B0 Hewlett-Packard - Integrity and HP9000 servers. WWIDs 5006.0b0
- 00:11:0A Hewlett-Packard - ProLiant servers, auparavant Compaq. WWIDs de type 5001.10a
- 00:01:FE Hewlett-Packard - EVA disk arrays, auparavant Digital Equipment Corporation. Les WWIDs commencent par 5000.1fe1
- 00:17:A4 Hewlett-Packard - MSL tape libraries, auparavant Global Data Services. WWIDs de type 200x.0017.a4
- 00:60:48 EMC Corporation, pour la gamme Symmetrix
- 00:60:16 EMC Corporation, pour la gamme CLARiiON.
- 00:60:E8 Hitachi Data Systems
- 00:10:86 ATTO Technology
- 00:23:29 DDRdrive LLC, for DDRdrive X1
- 00:A0:B8 Symbios Logic Inc.
- 00:0C:50 Seagate Technology
- 00:00:C9 Emulex
- 00:14:EE Western Digital